# Phtheochroa rectangulana
Phtheochroa rectangulana es una especie de polilla de la familia Tortricidae. Se encuentra en Malta y en España, Argelia y Túnez.
La envergadura es de 13–17 mm. Se han registrado vuelos en adultos en octubre.